# Bertrand Barère
Bertrand Barère de Vieuzac (Tarbes, 10 settembre 1755 – Tarbes, 3 gennaio 1841) è stato un politico e rivoluzionario francese.
Bertrand Barère iniziò la sua carriera politica con la Rivoluzione francese come deputato del Terzo stato degli Hautes-Pyrénées agli Stati Generali del 1789 e poi come membro della Convenzione nazionale. Inizialmente monarchico costituzionale e finanziato da diversi nobili, si schierò poi su posizioni di estrema sinistra, fu tra i più intransigenti capi montagnardi e uno dei principali fautori e organizzatori del regime del Terrore. Promotore del Comitato di salute pubblica, ne fece parte insieme agli altri capi giacobini, distinguendosi come ispiratore della politica estera aggressiva della Repubblica e della guerra rivoluzionaria contro le monarchie dell'Ancien Régime, e come rigido assertore di provvedimenti terroristici fortemente repressivi contro i nemici interni ed esterni della Rivoluzione, tra cui la legge del 22 pratile anno II e invocando la "distruzione della Vandea" in rivolta.
Fu soprannominato «Anacreonte della ghigliottina» a causa dello stile metaforico e ricercato della sua infuocata oratoria, simile in apparenza alla poesia anacreontica in voga alla fine del XVIII secolo. Fece parte di coloro che elaborarono e votarono le Costituzioni francesi del 1791 e del 1793.
Minacciato dalla nuova politica di Maximilien de Robespierre contraria agli eccessi del Terrore, Barère prese parte alla cospirazione del 9 Termidoro che portò alla caduta e alla morte del capo giacobino e dei suoi seguaci principali. Nonostante questa svolta politica, Barère fu ben presto destituito e imprigionato dalla nuova classe politica termidoriana per le sue posizioni neo-giacobine. Destinato alla deportazione e trasferito sull'isola di Oléron, riuscì a fuggire nascondendosi a Bordeaux e a Tarbes. Tentò una nuova elezione parlamentare durante il Direttorio nel 1797, ma venne richiamato e amnistiato solo da Napoleone Bonaparte durante il Consolato.
Durante la guerra Barère ebbe posizioni pubbliche fortemente anti-britanniche, mentre sembra che in segreto si tenesse in corrispondenza con importanti elementi del governo inglese.
Nel 1815 fu eletto deputato durante i cento giorni, ma l'anno dopo fu esiliato dal regime della Restaurazione. Durante la monarchia di luglio, benché anziano, ebbe ancora un incarico politico a livello locale.

## Biografia

### Le origini

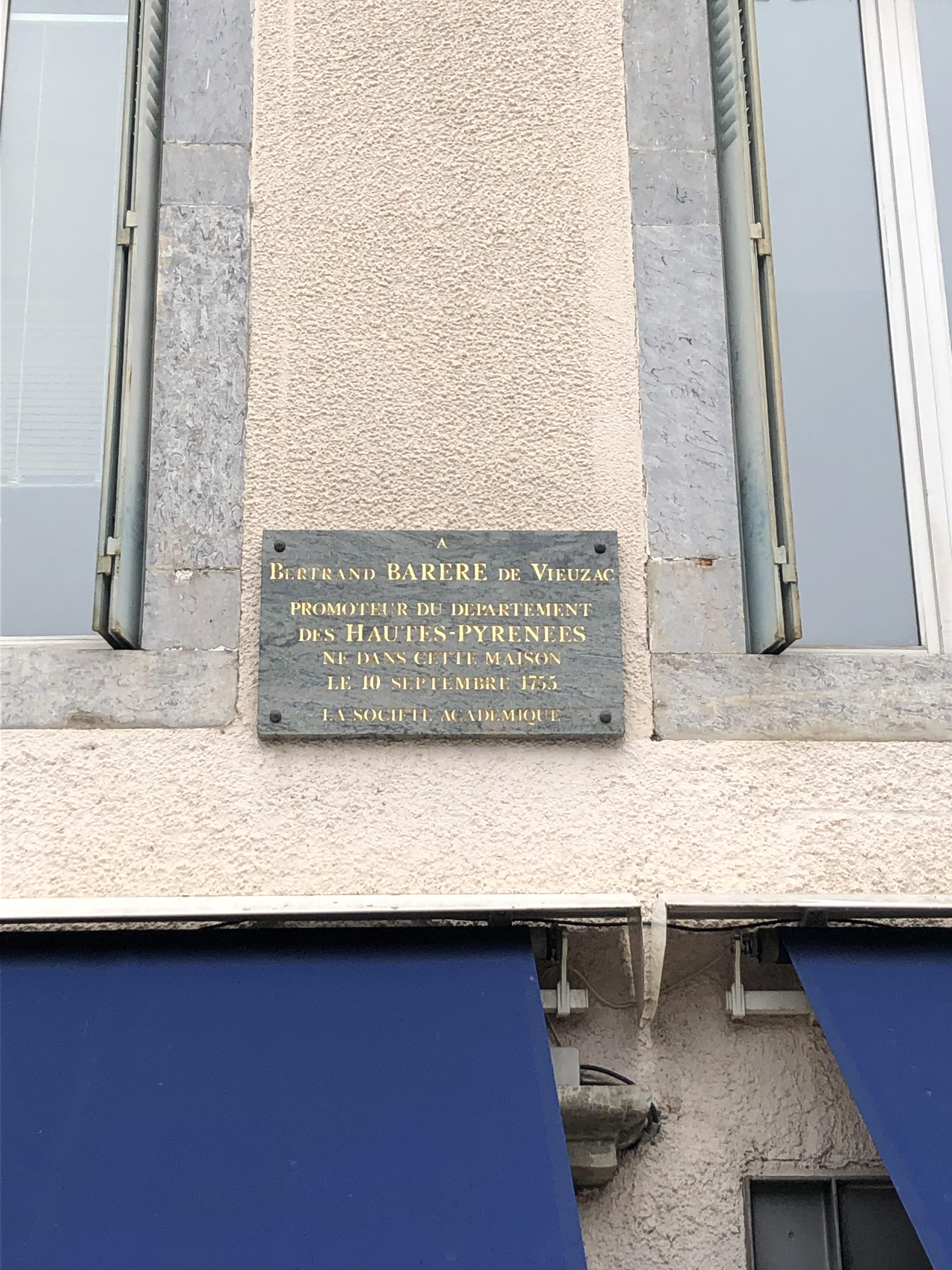
Tarbes: targa sulla casa natale di Barère

Bertrand Barère de Vieuzac, nato a Tarbes (Guascogna, Alti Pirenei), era il nipote di Laurent Barère (1695-1750), un notaio di Bernac-Debat. Anche il primo figlio di questi, Bertrand Barère, marito di Grantianne Dambarrère, fu notaio a Tarbes, ed ebbe una parte importante nei movimenti di denaro tra i membri del clan Barère. Un altro figlio di Laurent Barère fu Jean (1728-1788), il padre del convenzionale: sposato con la nobile Catalina Marrast de Nays, da cui ebbe due maschi - Bertrand e Jean-Pierre – e tre figlie. Procuratore del siniscalco di Tarbes, Jean Barère, proprietario, attraverso la moglie, di un feudo nella valle di Argelès, a Vieuzac, negli Alti Pirenei, trasmise poi a Bertrand questa signoria – da cui il nome aggiunto di Vieuzac – e altri beni siti nella Bigorre, in particolare fattorie a Mauvezin, Vignerie, Abedeille, Nébouzan e altre, ereditate dalla successione del principe Camille de Lorraine.
A quindici anni Bertrand Barère ottenne la dispensa di poter cominciare anzi tempo gli studi di diritto a Tolosa, città in cui era cresciuto: prestò giuramento nel 1775 e divenne avvocato al Parlamento di Tolosa. Educato come un gentiluomo, del quale aveva del resto le maniere, secondo quanto assicura Madame de Genlis nelle sue Memorie, egli era «l'uomo di tutte le accademie, l'uomo buono per tutti i salotti». Premiato a Montauban per aver composto un panegirico del re Luigi XII, fatto membro dell'Accademia delle scienze di Tolosa per aver studiato una pietra recante un'iscrizione di tre parole latine, nel 1788 fu accolto nell'Académie des Jeux floraux per aver composto tre brevi poesie in lingua occitanica, e fece anche parte della loggia massonica della città.
Due anni dopo, il 14 maggio 1785, sposò a Vic-de-Bigorre la giovanissima - non ancora tredicenne - Catherine-Elisabeth (1772-1852), figlia del nobile Antoine de Monde e di Thérèse de Briquet. Dall'unione nacque un figlio (1788), chiamato Bertrand Barrère, di cui non si sa molto. Nel 1790 la moglie e il figlio si trasferirono a Londra e là rimasero. Nel 1793 Barère divorzio dalla prima moglie e nel 1794 intraprese una relazione con Pierrette Jeanne Charpentier (1763-1824) e in seguito con Gabrielle Victoire Catherine Dadvisard (1771-1841). Precedentemente aveva frequentato Dorothée de Riquet, ghigliottinata nel 1794. Si sposò altre due volte: con Alexandrine Louise Boutinon des Hayes e infine con Marguerite Le Fauconnier, da cui ebbe forse un figlio nato prima del matrimonio.
Dotato di una solida cultura storica e politica, con un'intelligenza superiore alla media, Barère parlava correntemente l'inglese e l'italiano: infine, era in questo periodo un avversario dei philosophes - come dimostra il suo panegirico di Lefranc de Pompignan, allora celebre antagonista di Voltaire e degli illuministi - mostrava sensibilità per l'arte ed era molto socievole.
Nel 1788 partì per Parigi per seguirvi un processo, trascorrendovi una parte dell'inverno. Ritornò a casa all'inizio del 1789, dopo aver saputo della morte del padre. Qualche settimana dopo, partecipò alla redazione dei cahiers de doléances e anche in quell'occasione si fece notare. Presentò la sua candidatura a rappresentante della nobiltà agli Stati Generali ma, poiché voleva estendere la sua fiscalità fino alla superiore nobiltà di spada, la candidatura non fu accettata. Così, egli non fu «che deputato del Terzo stato del siniscalcato di Bigorre e partì per Versailles, dove si aprivano gli Stati generali».

### All'Assemblea costituente
All'Assemblea costituente partecipò a dibattiti relativi a proposte di riforma degli istituti giuridici, finanziari e amministrativi. Discusse sulla denominazione da dare alla prima assemblea parlamentare e sottoscrisse la proposta di Legrand, che propose la formulazione di «Assemblea nazionale». Entrò nel «Comitato delle lettres de cachet» presieduto da Mirabeau, poi nel «Comitato dei beni demaniali e della feudalità», dove mise all'ordine del giorno la questione della restituzione delle proprietà confiscate ai protestanti a seguito della revoca dell'Editto di Nantes, proposta che non avrebbe certamente aggravato il debito pubblico.

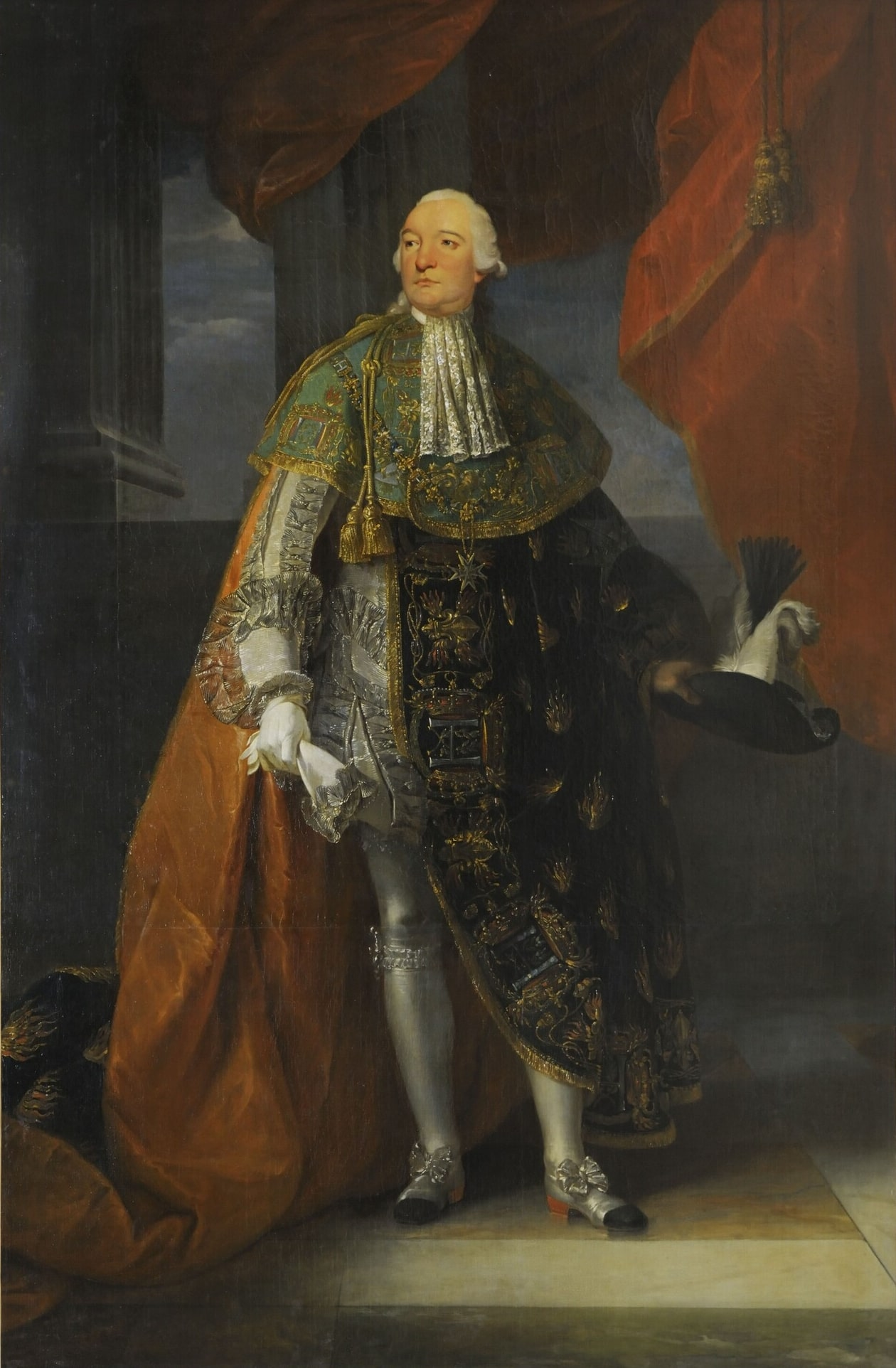
Il duca d'Orléans

Fondò il 10 giugno 1789 il «Point du Jour, ou Résultat de ce qui s'est passé la veille à l'Assemblée», un giornale che egli vantava essere stato il primo quotidiano creato a questo scopo dall'inizio della Rivoluzione. Le pubblicazioni cessarono il 21 ottobre 1791, ed egli fece precedere l'edizione completa del giornale da un discorso preliminare nel quale faceva la storia della Rivoluzione dal 27 aprile al 17 giugno 1789, data della costituzione dei Comuni. Il quotidiano dava conto delle discussione e dei decreti dell'Assemblea e si caratterizzava per la sua moderazione: Vi collaborava l'abate Nicolas Madget, traduttore degli articoli per l'Inghilterra.
Secondo Barère, il modello politico ed economico inglese - monarchia costituzionale e bicameralismo - era quello più conveniente per la Francia. Barère elogiò Necker nel 1789, fu ricevuto da M.me Necker, adulandone lo spirito, frequentò il conte e la contessa Guibert, e fu un seguace di Mirabeau, considerandolo un vero e proprio modello da seguire: di Mirabeau pronuncerà nell'aprile del 1791 l'elogio funebre. Dopo le giornate del 5 e 6 ottobre 1789 e il ritorno dell'Assemblea nazionale a Parigi, Barère prese alloggio nell'hôtel particolare del sindaco Jean Sylvain Bailly, che poi abbandonò quando Bailly cadde in disgrazia, del quale sembra essere stato intimo.
Egli era stato anche introdotto al Palais-Royal, residenza del duca d'Orléans, cugino del re, grazie alla raccomandazione della principessa Rohan-Rochefort, testimone al suo matrimonio. La principessa, nota per la sua originalità, essendo nata Rothelin faceva parte della famiglia d'Orléans: teneva salotto ed estese relazioni nell'ambiente aristocratico, così che poté dare a Barère la spinta necessaria per varcare la chiusa cerchia dei famigliari del duca.
Barère si recò per la prima volta a Londra verso l'estate del 1790, accompagnato dalla moglie e dal figlio, per trarre beneficio dalle aperture politiche e dalle relazioni ministeriali del duca d'Orléans, anch'egli esiliato in Inghilterra dopo i fatti del 6 ottobre 1789. Fu ricevuto come membro d'onore della società costituzionale londinese, che doveva passare sotto l'influenza del Partito conservatore. Prese alloggio presso Westminster, dove moglie e figlio vissero per anni sotto falso nome, ricevendo una pensione da Barère tramite Jean-Frédéric Perregaux, suo protetto nel periodo del Regime del Terrore.

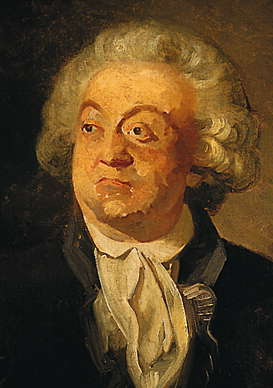
Honoré de Mirabeau

Tornato a Parigi, Barère frequentò i circoli massonici, in particolare il Cercle social e il Club de Valois e fu poi un habitué del Parc Monceau e del castello di Raincy, presso Parigi, dove si davano convegno gli intimi del duca d'Orléans. Vi conobbe così Agnès de Buffon, l'amante del duca, che invano solleciterà Barère durante il Terrore di intervenire a favore del marito; conobbe altresì, tra gli altri, Antoine Omer Talon, lo zio di questi, Maximilien Radix de Sainte-Foix, il dottor Geoffroy Seiffert e Nathaniel Parker-Forth, un referente del governo britannico. Altro salone nel quale era assiduo era quello di Madame de Genlis, a Bellechasse, nel Faubourg Saint-Germain, dove poteva vedersi spesso con il futuro Luigi Filippo. Qui brillavano la figlia del duca, Adélaïde d'Orléans e le sue probabili sorellastre, Henriette e Paméla, che forse il duca aveva avuto al tempo della sua relazione con Madame de Genlis e che aveva fatto adottare utilizzando le conoscenze di Nathaniel Parker-Forth. Barère fu nominato tutore di M.lle Pamela, fin quando questa si sposò nel 1792.
Questo incarico, che si sommava agli introiti derivanti dalle sue proprietà, comportava una rendita di 12.000 lire, corrispondenti agli interessi fruttati da un capitale di 240.000 lire, che era stato mascherato sotto forma di donazione.
Intanto, nell'Assemblea i suoi interventi guadagnavano di sicurezza e di consistenza: nel febbraio del 1791 difese invano il principio della costituzione della giuria popolare anche nei processi civili; con Antoine Barnave, Merlin de Douai e alcuni altri, propose un decreto che proibiva e puniva l'emigrazione, prendendo così le distanze da Mirabeau: il 9 luglio fu approvato il decreto che tassava del triplo l'emigrato che non facesse rientro in patria entro due mesi. E commentò: «Quando un cittadino prende il nome di emigrante, perde quello di cittadino».
Durante il dibattito sull'abolizione della pena di morte, prese una posizione opposta a quella di Robespierre, giustificando il mantenimento della massima pena in questi termini: «Siamo nelle circostanze e nel grado di perfezione sociale che possa consentire l'abolizione della pena di morte? È questa pena, nell'attuale stato delle cose e nella situazione dei nostri spiriti, una pena meno repressiva di quella della perdita dell'onore e della libertà?».

### Tra i Foglianti
Del resto, egli ora si dichiarava ammiratore di Voltaire e, come a dimostrarlo a chi ne dubitasse, insistette per far parte della delegazione dei deputati alla cerimonia del trasferimento dei resti del filosofo, il 12 luglio, nella chiesa di Sainte-Geneviève, divenuta il Panthéon di Parigi. Con Antoine Barnave, Barère fu anche commissario incaricato dall'Assemblea di ricondurre Luigi XVI a Parigi, dopo la fuga del re e il suo arresto a Varennes-en-Argonne, ma, nei dibattiti che seguirono, egli non chiese la destituzione di Luigi, segnando così il suo allontanamento dai Giacobini. Era stato infatti membro del club giacobino nella sua versione iniziale e ora, contrario alla dichiarazione di decadenza del re, si unì al club realista dei Foglianti, prendendone la presidenza fino al giugno del 1791. Contrariamente a Condorcet, a Camille Desmoulins o a Maximilien de Robespierre, che si erano già dichiarati pubblicamente repubblicani, Barère era adesso apertamente monarchico.
La porta del club dei Giacobini gli rimarrà chiusa e, per ragioni tattiche, egli farà di tutto per esservi riammesso: solo sotto il grande Terrore egli, reso sicuro dal suo potere di vita e di morte su ogni cittadino, forzerà l'ingresso al club giacobino per controllare meglio quell'ultimo luogo di relativa libera espressione politica di fronte agli onnipotenti due grandi Comitati (Salute pubblica e Sicurezza generale, su cui riuscirà ad avere notevole influenza).

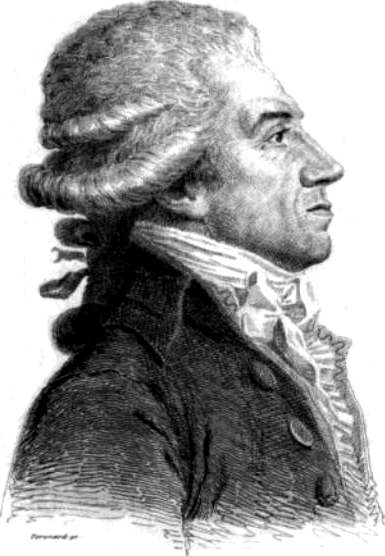
Profilo di Barère

Il club dei Foglianti raccoglieva i membri dell'aristocrazia mercantile e numerosi proprietari coloniali, come i Lameth, e finanzieri che avevano sostenuto Necker. Barère annodò nuove relazioni con gli ambienti bancari e in particolare con Charles Pierre Paul Savalette de Lange, che durante molti anni, occupò un appartamento nel lussuoso palazzo Savalette, in rue Saint-Honoré; era presidente della loggia massonica Amis réunis e, come molti massoni dell'epoca, un melomane protettore dei compositori Nicolas-Marie Dalayrac, Honoré-François-Marie Langlé, del famoso cantante lirico François Lays (amico di Barère e della sua famiglia) e altri; disponeva di un teatro nel suo castello della Chevrette a Saint-Ouen, e godeva di una considerevole fortuna, costituita non solo dai suoi immensi terreni a Magnanville, ma anche a Lange, nell'Ain, o ancora a Longjumeau, oltre a beni immobili nell'Île de France, accresciuti dalle acquisizioni recenti di beni nazionali. Ma dopo la sua bancarotta, nel 1791, che rovinò molti clienti, fra i quali il musicista Dalayrac, trasferì i suoi capitali all'estero, in gran parte nella City di Londra insieme con i beni del duca d'Orléans. Poco noto è che questo amico di Barère finanziò con discrezione il conte d'Artois, fratello di re Luigi, scommettendo tre milioni di lire sul suo prossimo ritorno. I colossali interessi di questa somma, che continueranno ad aumentare fino alla Restaurazione, non saranno mai interamente rimborsati.

### Il 1792

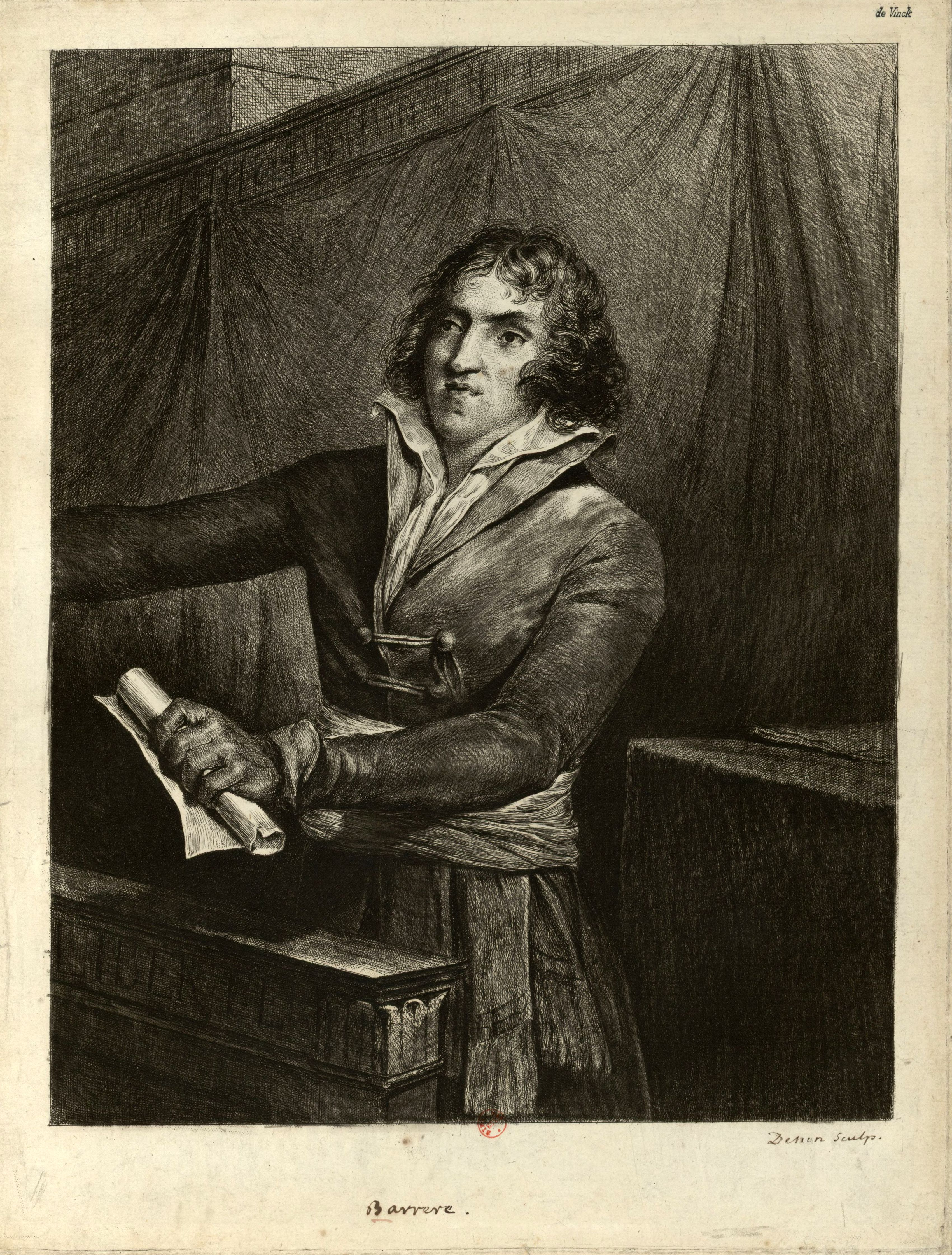
Barère alla tribuna, incisione di Dominique Vivant Denon, Parigi, Bibliothèque nationale de France, département des estampes et de la photographie.

Conclusa la Costituente, Barère continuò a occuparsi di affari politici: il 15 novembre 1791 mandò una lettera per raccomandare il generale Valence, genero della contessa di Genlis e rispose agli inviti della Corte, trasmessi da Radix de Sainte-Foix, del quale eviterà la condanna a morte sotto il Terrore, da Talon e dai consiglieri della reggia che, in cerca di segrete complicità, distribuivano finanziamenti occulti. Anche il nome di Barère fu infatti trovato nel famoso armadio di ferro assieme tra gli altri a quello di Mirabeau ma, scrisse il ministro Bertrand de Molleville nelle sue Mémoires, non furono considerati sufficienti gli elementi a suo carico emersi dopo gli avvenimenti del 10 agosto 1792. Secondo altre fonti, Barère percepì denaro dal conte di Narbonne, sempre allo scopo di legarlo al partito della Corte.
Dopo quelle memorabili giornate, entrò a far parte del Consiglio di giustizia sotto il ministero Danton. Formata il 22 settembre la nuova assemblea - la Convenzione nazionale - Barère, deputato degli Alti Pirenei, ne era il presidente quando si aprì il processo contro Luigi XVI alla fine del 1792 e, dopo che il deputato di Tolosa Mailhe ebbe letto l'atto d'accusa, egli procedette all'interrogatorio del re. Barère fu tra coloro che si espressero per la condanna a morte nel gennaio 1793, pronunciando una frase di Thomas Jefferson: «L'albero della libertà cresce quando è innaffiato con il sangue dei tiranni» e "la legge chiede la morte, ed io non sono qui che l'organo della legge".

### Nel Comitato di salute pubblica
(Affermazione di Bertrand Barère il 16 messidoro anno II)
Bertrand Barère fu il primo deputato a essere eletto nel Comitato di salute pubblica, costituito il 6 aprile 1793, nel quale svolse le funzioni di relatore. Difensore dei progetti federalisti dei Girondini, cercò di opporsi al crescente potere della Comune di Parigi e, nel maggio 1793, fece istituire la «Commissione dei dodici», d'ispirazione girondina, incaricata di indagare sugli arresti effettuati dalla Municipalità parigina. La commissione procedette, tra l'altro, all'arresto provvisorio di Jacques-René Hébert e accusò i convenzionali, amministratori di polizia, Panis e Sergent, di avere avuto gravi responsabilità nei massacri di settembre.

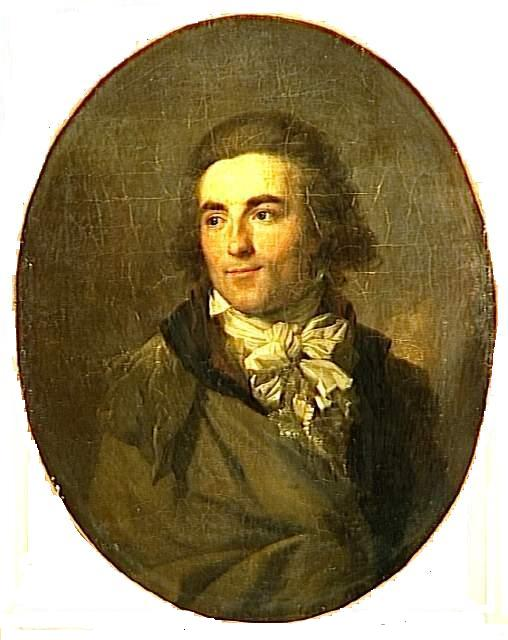
Bertrand Barère

Nel Comitato, che era diviso in sezioni e aveva l'incarico di esaminare i progetti da presentare alla Convenzione nazionale, Barère si occupò degli Affari esteri e dello spionaggio, della Marina e delle Colonie, dell'Istruzione e soprattutto della repressione interna, di concerto con il suo confidente Vadier, molto influente nel Comitato di sicurezza generale, la polizia politica. 
Jean-Paul Marat non lo apprezzava e diffidava di lui: il 14 luglio 1793, il giorno dopo il suo omicidio da parte di Charlotte Corday, uscì un articolo postumo dell'"Amico del Popolo" che attaccava Barère per i suoi rapporti finanziari ambigui con diversi nobili, e le sue idee ondivaghe.
Egli divenne subito una figura rappresentativa del regime del Terrore: a lui è attribuita di solito la frase la terreur est à l'ordre du jour ("il terrore è all'ordine del giorno"), che sarebbe stata pronunciata alla Convenzione il 5 settembre 1793, durante i primi discorsi per l'approvazione della legge dei sospetti, un decreto votato dalla su proposta di Merlin de Douai e di de Cambacérès e adottato, per volontà del primo, a nome del comitato di legislazione, presieduto dal secondo, il 17 settembre.
(Discorso alla Convenzione, 5 settembre 1793)
In riferimento alle guerre rivoluzionarie francesi, così si espresse in favore del Terrore alla Convenzione:
Transigete oggi ed essi vi atteccheranno domani con audacia; dormite sui vostri allori per un istante ed essi vi massacreranno senza pietà. No, no; che i nemici periscano; io l'ho già detto da questa tribuna: "Solo i morti non tornano".»
Nei suoi rapporti al Comitato, Barère si espresse infatti per la necessità della guerra anche dopo la caduta dei Girondini e il tradimento di Dumouriez, e illustrò i pericoli della Vandea, la parte avuta da spagnoli e genovesi nell'incendio della flotta a Tolone, l'urgenza di rinviare a giudizio Maria Antonietta, la necessità di distruggere la ribelle Lione sotto assedio e di confiscare i beni dei sospetti, la presunta colpevolezza di Danton e Desmoulins e i complotti, veri o presunti, che potevano essere fomentati da vecchi parlamentari e antichi fermiers généraux. Nelle stesso periodo avvenne l'eliminazione del gruppo degli Esagerati o Hébertisti, di cui Barère condivideva molte posizioni ma da cui prudentemente si distaccò, accusandoli di corruzione ed estremismo ed allineandosi temporaneamente al robespierrismo, pur non fidandosi mai troppo dei sanculotti e soprattutto delle sezioni del Comune di Parigi (i comitati popolari).

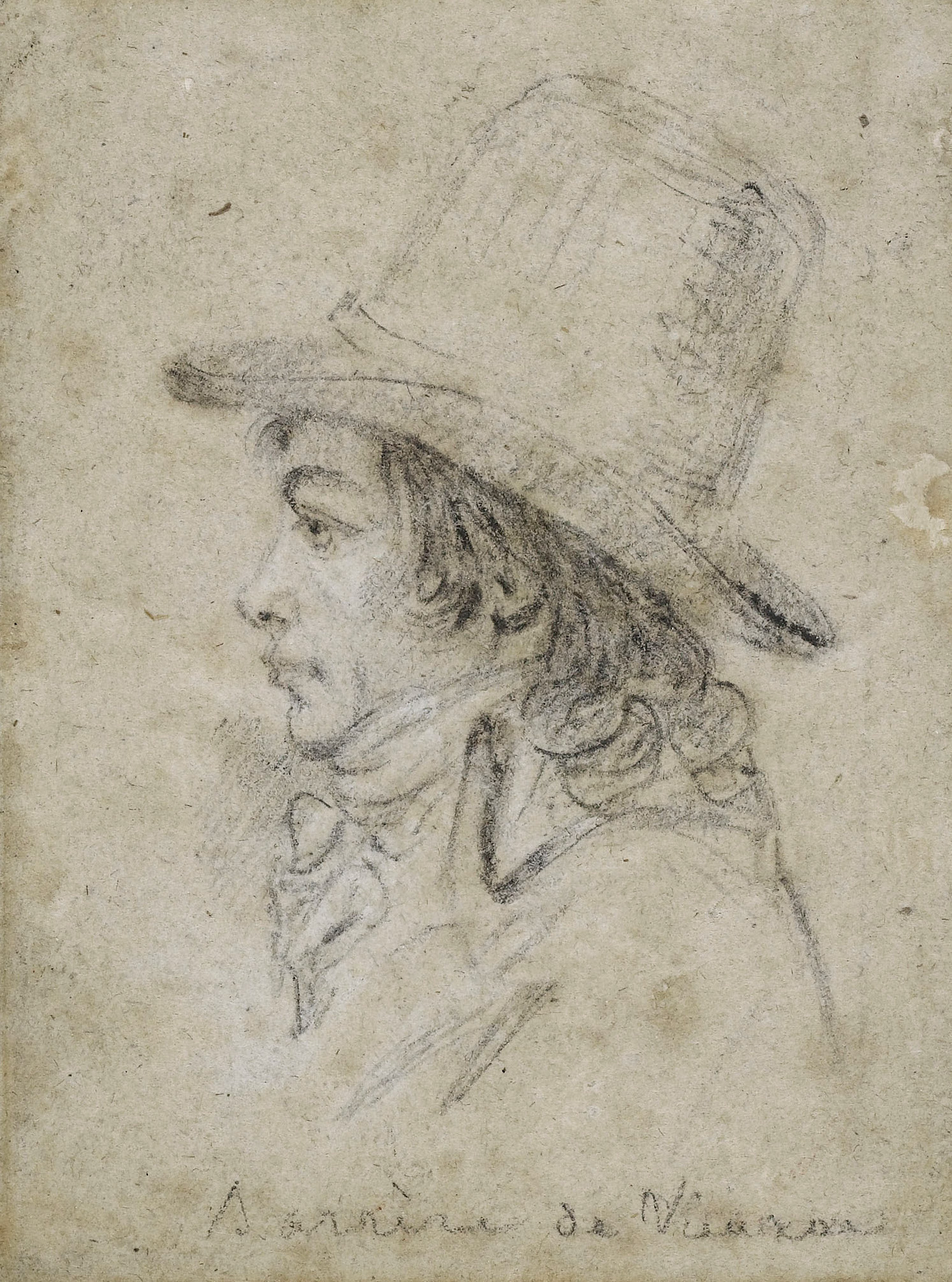
Disegno di Barère (anni (1792-1794)

Dopo il rinnovamento del primo Comitato di salute pubblica, che vide l'estromissione di Danton, solo Bertrand Barère e Robert Lindet rimasero al loro posto. Il Comitato, composto di nove membri, sostituì poco alla volta i vecchi ministeri - con l'eccezione di quello dell'Economia, gestito da Cambon - così che Barère ebbe mano libera sugli Affari esteri. Oltre che su Robert Lindet, Barère poteva contare su Jean-Marie Collot d'Herbois, Billaud-Varenne e Lazare Carnot che votarono quasi sempre come lui. In compenso, Georges Couthon, Antoine de Saint-Just e Maximilien Robespierre si distinguevano dalle decisioni dei loro colleghi, specie sulle questioni della repressione e, in generale, sull'opportunità, da essi giudicata con favore, di rallentare il Terrore.

Barère propose la dispersione dei resti dei reali custoditi nella necropoli della basilica di Saint-Denis, onde ricavare il piombo dalle bare per fabbricare armi e proiettili, e simbolicamente "disperdere le ceneri degli impuri tiranni" in occasione dell'anniversario della giornata del 10 agosto: 
Assieme a Robespierre fu uno dei fautori anche della legge del maximum. 
Il 25 settembre 1793 richiese quindi alla Convenzione il massimo impegno nella guerra vandeana, invocando la costituzione di un esercito di 400.000 uomini e affermando che la Vandea andasse cancellata, appoggiando le azioni repressive di uomini come Jean-Baptiste Carrier e Louis Marie Turreau: l'esercito ribelle realista fu distrutto a Savenay il 23 dicembre.
In un articolo de "Le Moniteur", Barère, scrisse: 
Ebbe anche un ruolo di primo piano nell'arresto e nel processo, tenuto a porte chiuse il 30 ottobre 1793, di 21 deputati Girondini che si erano opposti alla dittatura del Comitato di salute pubblica nel maggio-giugno, e firmò il decreto che rinviava il duca d'Orléans, suo antico protettore e membro del Club dei Cordiglieri, al Tribunale rivoluzionario presieduto da Antoine Quentin Fouquier-Tinville. Barère cercò di cancellare le tracce del denaro a lui donato tempo prima da Philippe Égalité sottraendo, con la complicità di Merlin de Douai e di Clarke, futuro duca di Feltre, dei documenti provenienti dal duca d'Orléans, la cui esecuzione sulla ghigliottina fu eseguita in gran fretta, malgrado le promesse di risparmiarlo. 

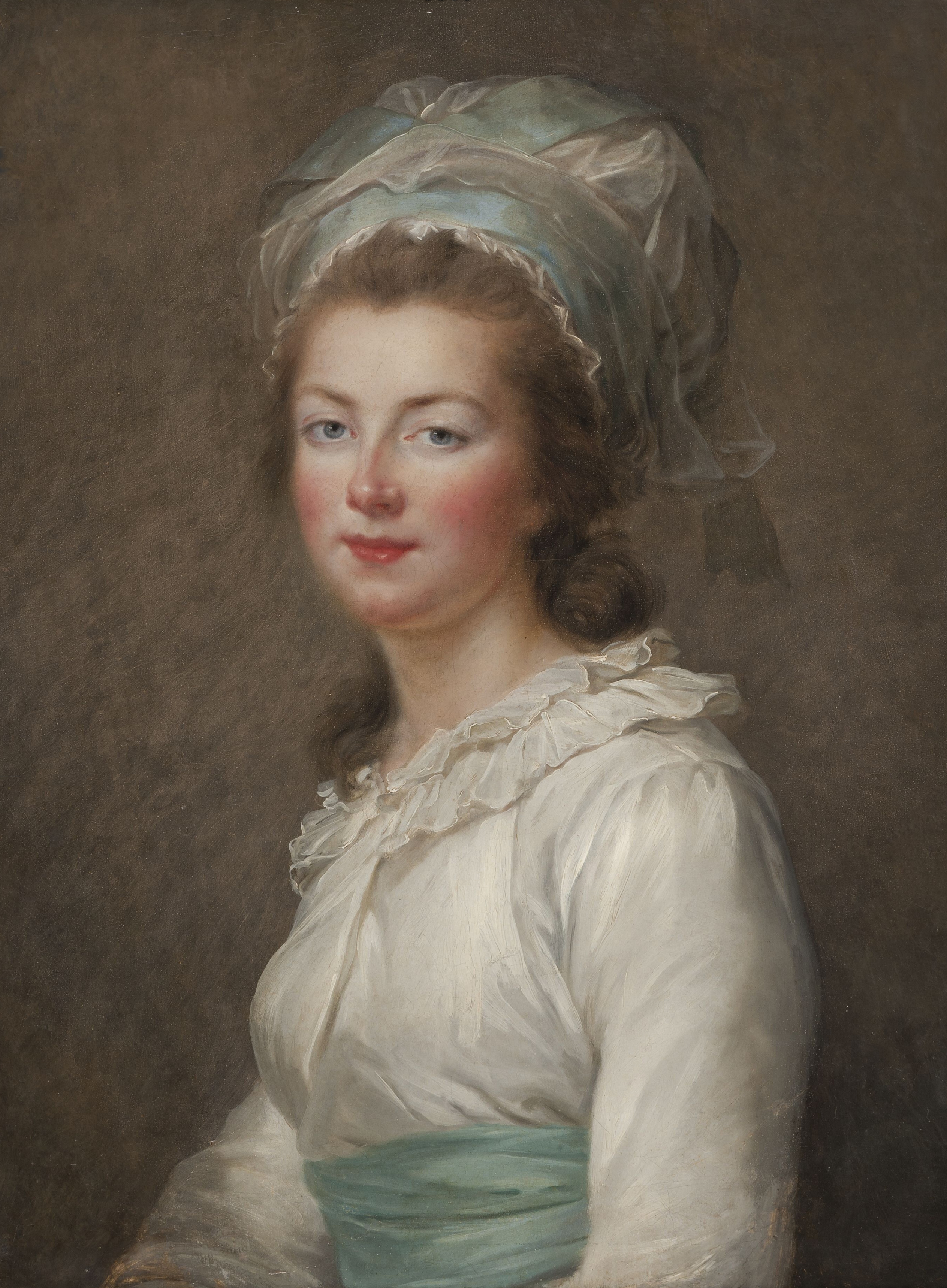
Vigée Le Brun: Madame Élisabeth

Chiese e ottenne il rinvio a giudizio di Madame Elisabeth (destinata da Robespierre all'esilio nonostante le precedenti richieste di processo da parte di Hébert e Chaumette), ghigliottinata il 10 maggio 1794, e fu uno dei promotori con Georges Couthon della legge del 22 pratile anno II (10 giugno 1794), e delle cosiddette cospirazioni delle carceri assieme al Comitato di sicurezza generale, processi sommari con cui voleva svuotare le prigioni. Circa vent'anni dopo, Barère ammise che la paranoia regnava tra i rivoluzionari: "avevamo un solo sentimento, quello della nostra conservazione. Fare ghigliottinare il tuo vicino affinché il vicino non facesse ghigliottinare te stesso".

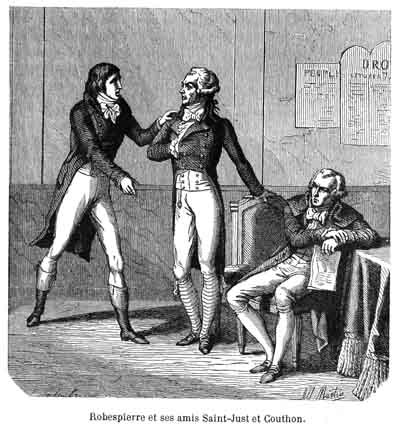
Il triumvirato: Saint-Just, Robespierre e Couthon

Per quanto fosse sorpreso da talune sue decisioni, ma confidando sulla sincerità dei suoi principi, Robespierre finì per soprannominarlo «L'equivoco». A partire dalla Festa dell'Essere Supremo (8 giugno 1794), di ispirazione deista, Barère fu uno dei giacobini che cominciarono a criticare Robespierre, affermando che, come già Danton, intendesse accentrare troppo potere su di sé o alleggerire la legislazione emergenziale. 
D'altro canto anche dal punto di vista religioso, Barère si discostava dal "triumvirato" (Robespierre, Saint-Just, Couthon), aveva appoggiato la scristianizzazione e sosteneva una religione civile basata sulla Patria e non sul provvidenzialismo nello stile di Rousseau, ma più affine al culto della Ragione promosso dagli hébertisti a cui era stato vicino, seppur senza gli eccessi "carnevaleschi" di Chaumette. Inoltre era contrario ad una vera religione di Stato. Esaltando lo spirito repubblicano della Francia, parlò "dei sanculotti liberati da ogni pregiudizio religioso e monarchico, senz'altro dio che non sia quello della natura e della libertà". Nei suoi scritti privati si trovano tuttavia critiche verso l'ateismo, ammirazione verso il pensatore cattolico Blaise Pascal e il sostegno al deismo come credenza personale.
Durante la guerra Barère ebbe posizioni pubbliche fortemente anti-britanniche, mentre sembra che in segreto si tenesse in corrispondenza con lord Stanhope, cognato di Pitt il vecchio e cugino di lord Grenville, capo del Foreign Office di William Pitt il Giovane.

### Dal luglio 1794 in poi

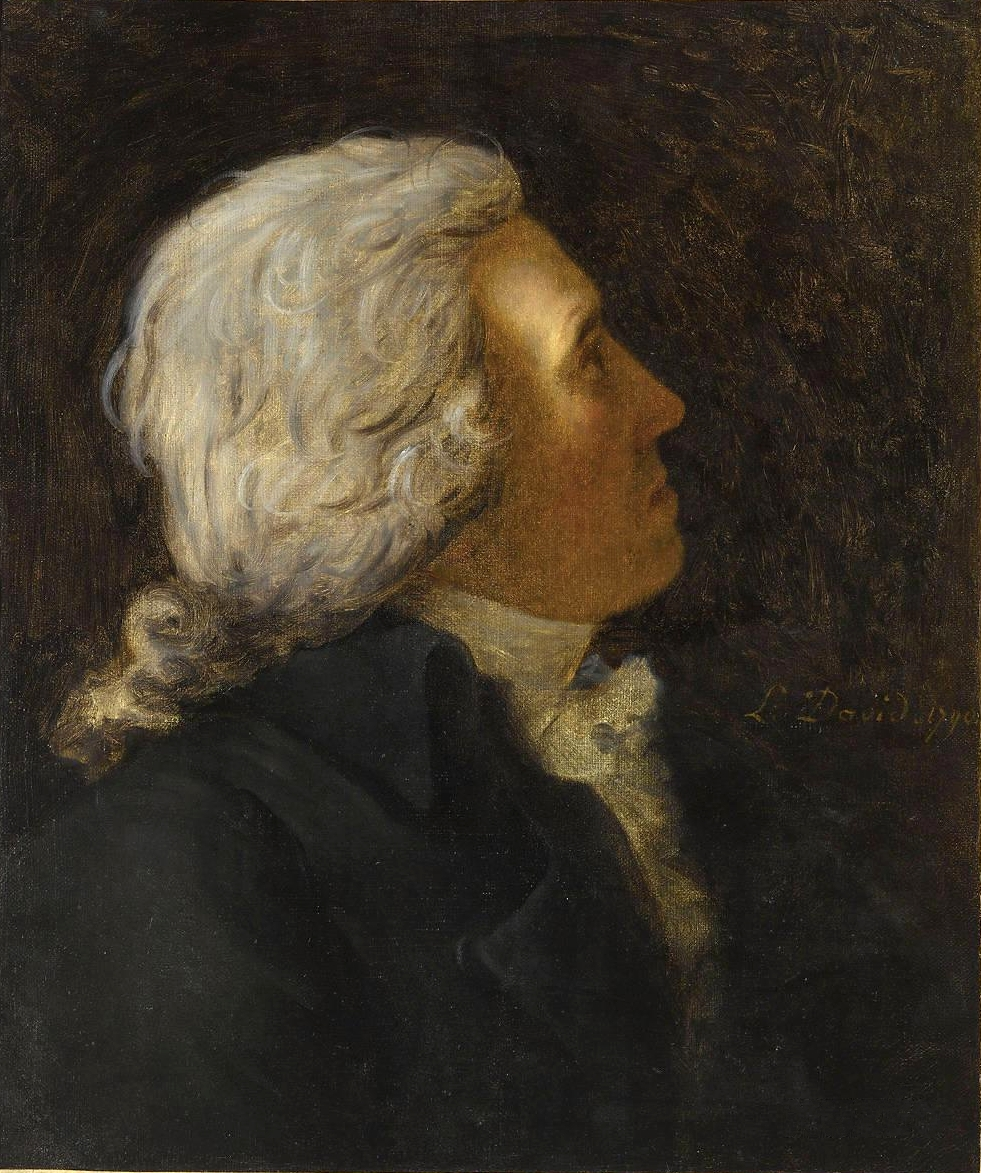
Jacques-Louis David: Bertrand Barère de Vieuzac, particolare de Il giuramento della Pallacorda, Castello di Versailles

Mantenne tuttavia un ruolo importante nella Convenzione per un breve periodo. Quando il poeta ex fogliante (come Barère) André Chénier fu arrestato, il fratello Marie-Joseph, giacobino, e il padre tentarono di farlo liberare, il secondo (sconsigliato dal primo) tentando di intercedere presso Barère, che rispose sarcasticamente il 4 termidoro che Chénier sarebbe uscito "fra tre giorni", sollecitando probabilmente invece a giudicare il poeta, altrimenti "dimenticato" in prigione. Chénier fu difatti condannato dal tribunale rivoluzionario la mattina del 7 termidoro (25 luglio) e giustiziato sulla ghigliottina lo stesso giorno, due giorni prima della caduta di Robespierre.
Estromesso dal Club e dal Comitato (di quest'ultimo resto tuttavia membro ufficiale) per le sue critiche di giugno, durante il colpo di Stato del 9 termidoro (27 luglio 1794) - poiché contrario all'affievolimento della Rivoluzione - si schierò contro Robespierre che finì ghigliottinato con Couthon, Saint-Just e i suoi fedelissimi, ma fu in seguito escluso dalla maggioranza dei Termidoriani, tra cui molti rappresentanti in missione un tempo molto estremisti (Fouché, Fréron, Barras, Tallien), che, spaventati dagli eccessi del Terrore e dalle accuse rivolte loro dal gruppo robespierrista, aveva assunto da tempo posizioni moderate. Jacques-Louis David, amico di Robespierre e al tempo suo fedele sostenitore, rimase invece estraneo al Termidoro, proprio in quanto avvertito da Barère, che gli consigliò di non andare in Convenzione quel giorno. David si diede malato e non si presentò.
Dopo il dibattito alla Convenzione dell'8 termidoro e le burrascose discussioni al club dei giacobini, era ormai definitivamente compromessa la coesione all'interno del Comitato di salute pubblica; nella notte ci fu un violento scontro nella sede del Comitato tra Billaud-Varenne e Collot d'Herbois da una parte e Saint-Just dall'altra. Dopo discussioni interminabili, all'alba Barère, quale membro della Pianura, fece approvare un comunicato che attaccava in termini generali e senza indicazioni precise, l'ambizione di alcuni uomini politici e capi militari. 

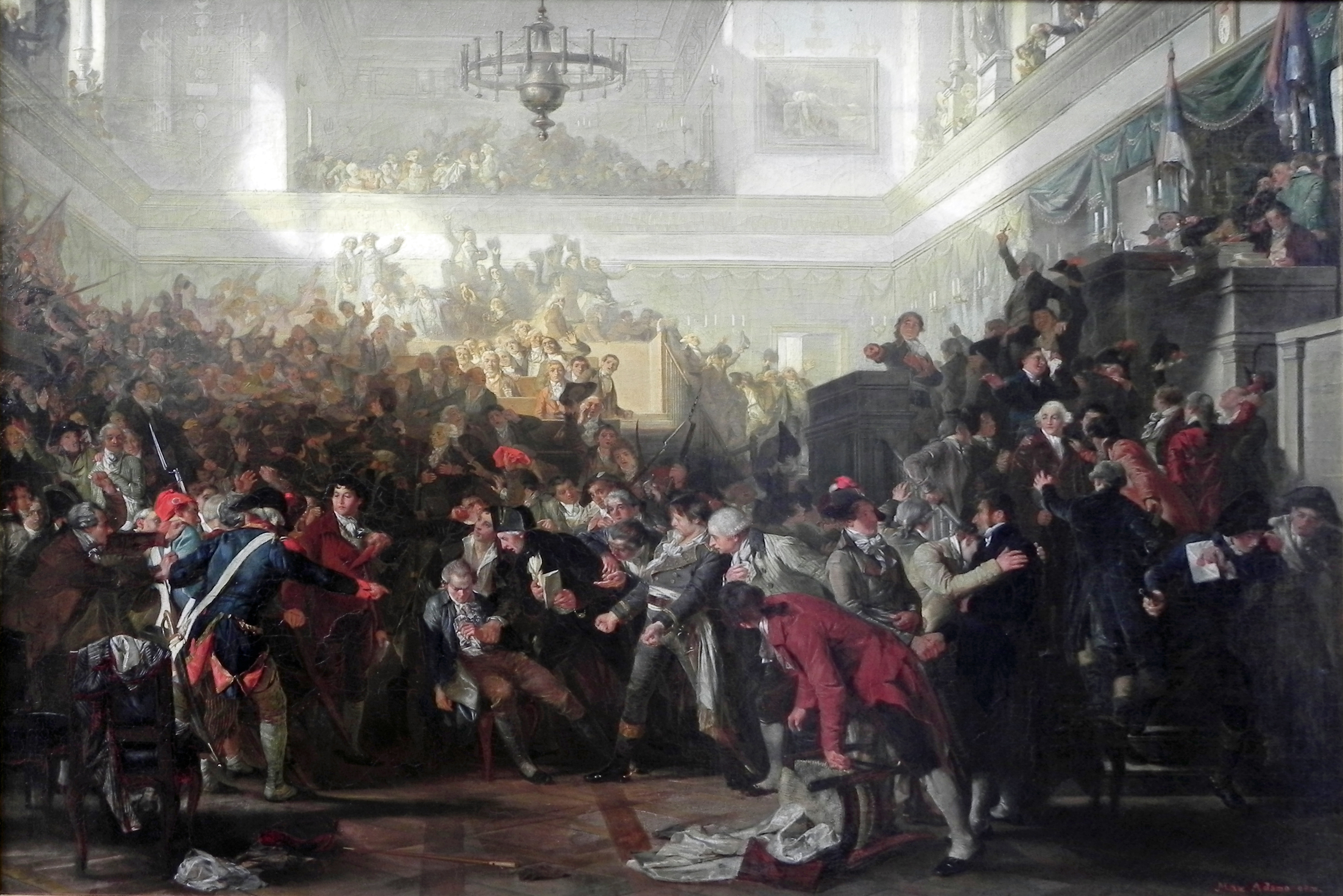
Charles Monnet, Il 9 termidoro anno II

Gli eventi si svolsero rapidamente: in mezzo al tumulto ed al disordine, venne approvato subito il decreto d'arresto, formulato da Barère a nome del Comitato di salute pubblica, contro Robespierre, Saint-Just e Couthon, a cui furono uniti anche Augustin de Robespierre e Le Bas, che richiese impavidamente di essere compreso nell'elenco degli arrestati insieme agli altri giacobini. Particolarmente attivo nell'organizzazione della macchinazione politica fu Tallien che era stato sollecitato ad intervenire al più presto, con un messaggio drammatico, dall'amante Teresa Cabarrus che rischiava di andare alla ghigliottina. Verosimilmente un ruolo ancor più importante nella congiura fu giocato da Fouché, ma Denis Richet definì poi Barère come "la testa pensante del termidoro". A Barras fu affidato il ruolo militare nel colpo di Stato. In realtà i componenti del Comitato più attivi nel termidoro contro Robespierre, cioè Barère e i suoi (Collot d'Herbois, Billaud-Varenne, Vadier), che avevano contribuito ad eliminare i robespierristi, non avrebbero voluto chiudere il Terrore e intendevano mantenere il loro potere; Barère il 10 termidoro aveva parlato di "sommovimento parziale che lasciava il governo nella sua integrità", ma in pochi giorni le loro illusioni si sarebbero dissolte. I moderati della Convenzione, guidati da Merlin de Thionville, Thuriot, Legendre, Bourdon dell'Oise, Tallien, ossia la maggioranza dell'assemblea, non intendevano ritornare al governo rivoluzionario e decretarono subito precise disposizioni per svuotare il potere dei Comitati che vennero sottoposti allo stretto controllo dell'assemblea e rapidamente rinnovati. Entro un mese uscirono dal Comitato di salute pubblica sia Billaud-Varenne che Collot d'Herbois e Barère. Vennero subito abrogate le disposizioni esecutive del Terrore, e un clima contro i "terroristi" si instaurò nel paese. Barère fu uno dei più bersagliati dai libelli, ad esempio ne La Queue de Robespierre dell'agente provocatore monarchico ed ex membro del Comune di Parigi Jean Claude Hippolyte Méhée de La Touche; i pamphlet raffiguravano Barère, come Saint-Just e i repubblicani in Vandea, mentre indossava stivali di pelle conciata, ricavati dai corpi dei condannati alla ghigliottina.

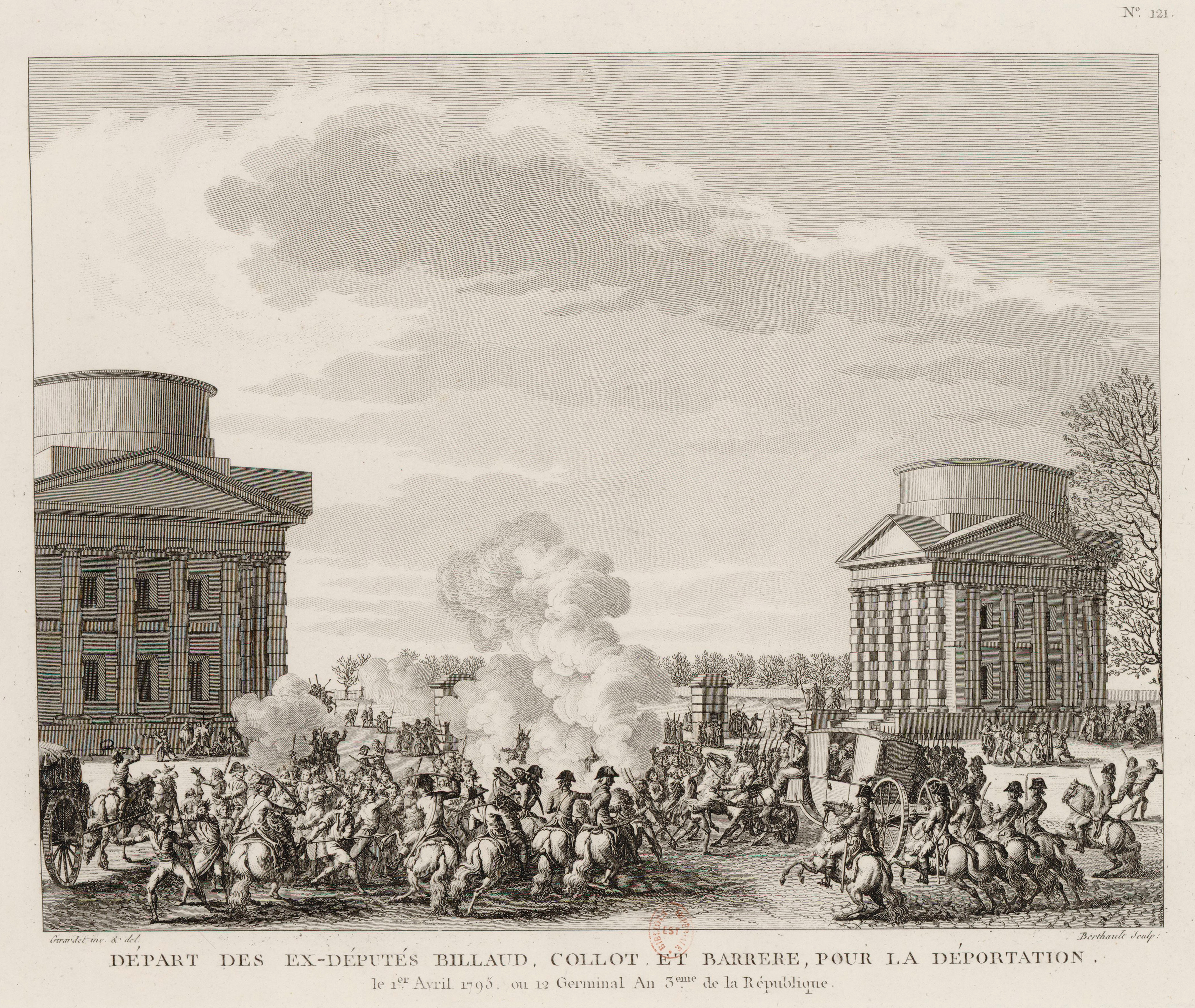
Scontri durante l'insurrezione di germinale: la folla tenta di liberare Billaud-Varenne, Collot d'Herbois e Bertrand Barère

Barère, messo sotto accusa a dicembre dopo la condanna a morte del proconsole Carrier, fu arrestato alcuni mesi dopo, durante una nuova resa dei conti tra giacobini ed ormai ex giacobini, su richiesta di Tallien, e condannato alla deportazione in Guyana francese con Billaud-Varenne, Collot d'Herbois, Vadier, Cambon il giorno della fallita insurrezione giacobina del 12 germinale (1º aprile 1795), di cui il loro processo fu una delle cause.

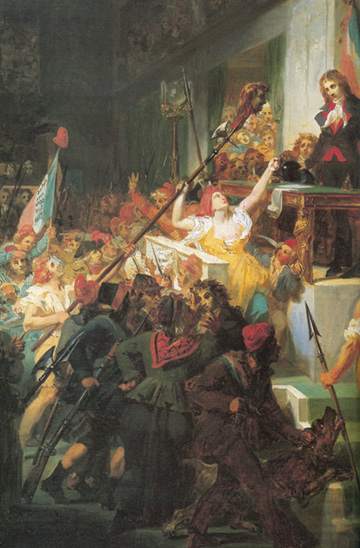
L'assalto alla Convenzione termidoriana da parte dei sanculotti e montagnardi a pratile: Aspasie Carlemigelli, tricoteuse, innalza la testa del deputato Féraud, da poco linciato, su una picca. In alto il presidente François-Antoine de Boissy d'Anglas. La fallita insurrezione ebbe come unico effetto la revoca dell'ordine di arresto e deportazione per Barère e Vadier.

In seguito alla fallita insurrezione del 1º pratile anno III, tuttavia, il governo emanò un'amnistia per Barère e gli altri, e per questo la deportazione fu temporaneamente rinviata, sostando all'isola di Oléron; mentre Collot d'Herbois e Billaud-Varenne erano già effettivamente imbarcati per la Guyana, Barère e Vadier (in seguito nuovamente incarcerato per aver preso parte alla congiura di Babeuf) riuscirono a fuggire e nascondersi in Francia, tornando a piede libero dopo poco.
Il 26 ottobre, con la nascita del Direttorio e l'abolizione della Convenzione nazionale, terminò de jure l'incarico di deputato, ormai solo formale.
Nel 1797 fu nuovamente eletto deputato, per il Consiglio dei Cinquecento, ma la sua elezione fu invalidata dopo circa un mese, e non poté effettivamente entrarvi. 
Ci riprovò l'anno dopo, ma legge del 22 fiorile anno VI (1798) depose legalmente i deputati giacobini e proscrisse temporaneamente i simpatizzanti del Club del Panthéon, poi richiamati e divenuti il Club del Maneggio. Barère, di nuovo escluso da ogni incarico e dalla vita pubblica, proscritto con molti altri, non prese parte a quest'ultima esperienza, a cui venne posta fine poco dopo per volontà di Napoleone Bonaparte che con Sieyès aveva esautorato Barras. Beneficiò comunque dell'amnistia generale, che copriva ogni eventuale accusa, dopo il colpo di Stato del 18 brumaio (novembre 1799, quando Bonaparte abbatté il Direttorio e istituì il Consolato); essa fu dichiarata con decreto del Primo Console il 3 nevoso anno VII (24 dicembre 1799) e richiamò tra gli altri Billaud-Varenne, Lazare Carnot e Barère.

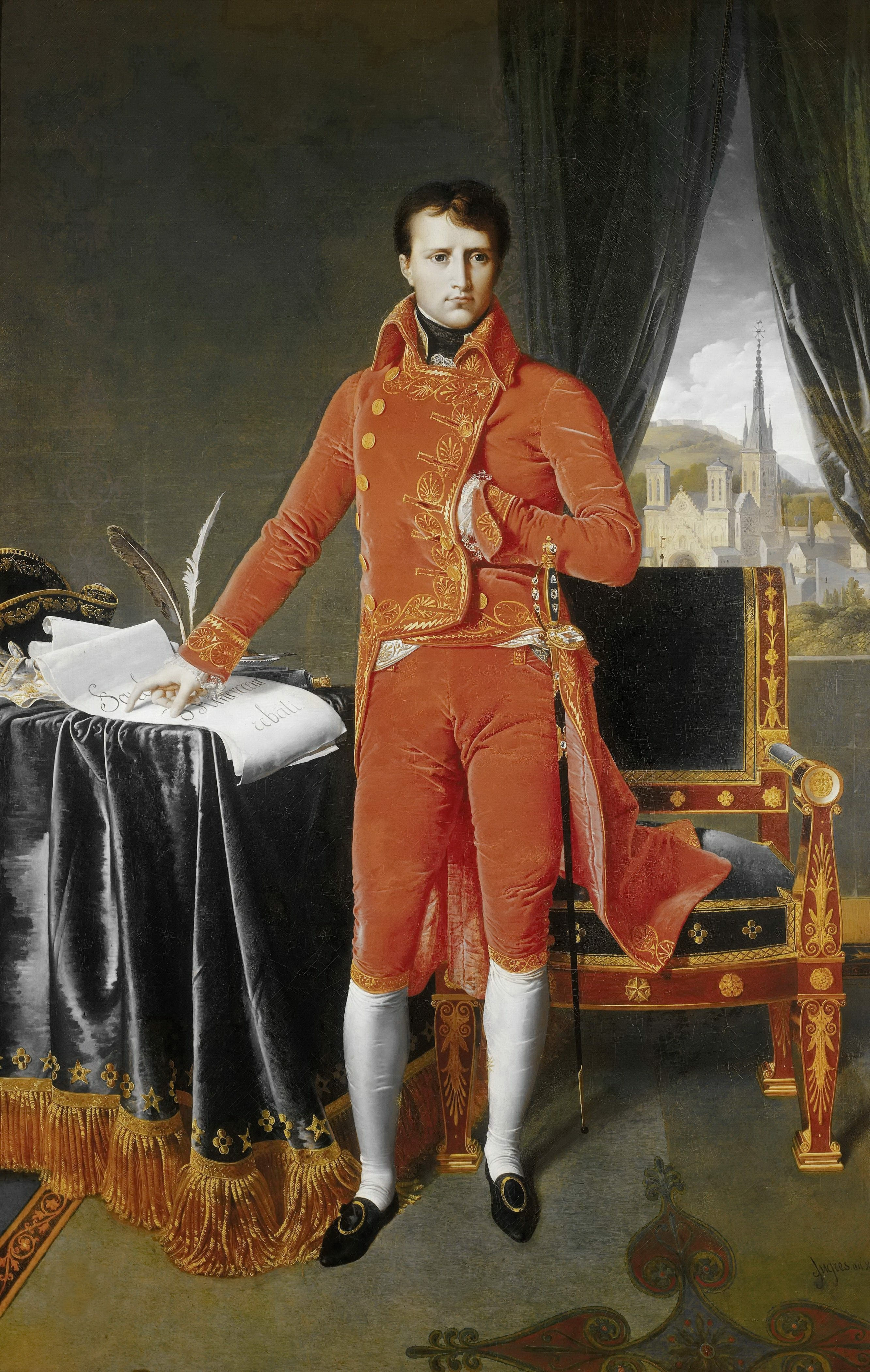
Bonaparte, Primo console, di Jean Auguste Dominique Ingres

Durante il Consolato egli appoggiò apertamente Napoleone e Joseph Fouché, ora ministro e capo della nuova polizia politica di Bonaparte, avvertendo il Primo Console della congiura giacobina dei pugnali e denunciando il suo segretario Demerville, occupandosi poi della redazione di un giornale bonapartista anti-inglese chiamato Le Mémorial anti-britannique. Il foglio fu pubblicato tra il vendemmiaio dell'anno XII e il frimaio dell'anno XIII (metà settembre 1803 e metà dicembre 1804).
Il Barère visse in seguito ritirato a vita privata, dedicandosi alla scrittura, durante tutto il Primo Impero.
Sul finire dell'età napoleonica, ritornò in politica, in contrasto con la Prima Restaurazione: fu così eletto ancora deputato nel 1815 durante i cento giorni del ritorno di Napoleone, nelle file dei Costituzionali Liberali, ma con la Seconda Restaurazione di pochi mesi dopo la sua carica decadde, facendogli prendere la via dell'esilio. Fu quindi bandito a vita dalla Francia come regicida sotto Luigi XVIII nel 1816, assieme agli altri ex convenzionali in vita che avevano votato la morte di Luigi XVI (ad eccezione di Barras e Tallien), subendo anche come loro la pena della morte civile e la confisca dei suoi beni sul suolo francese. Soggiornò quindi a Bruxelles per circa 15 anni.

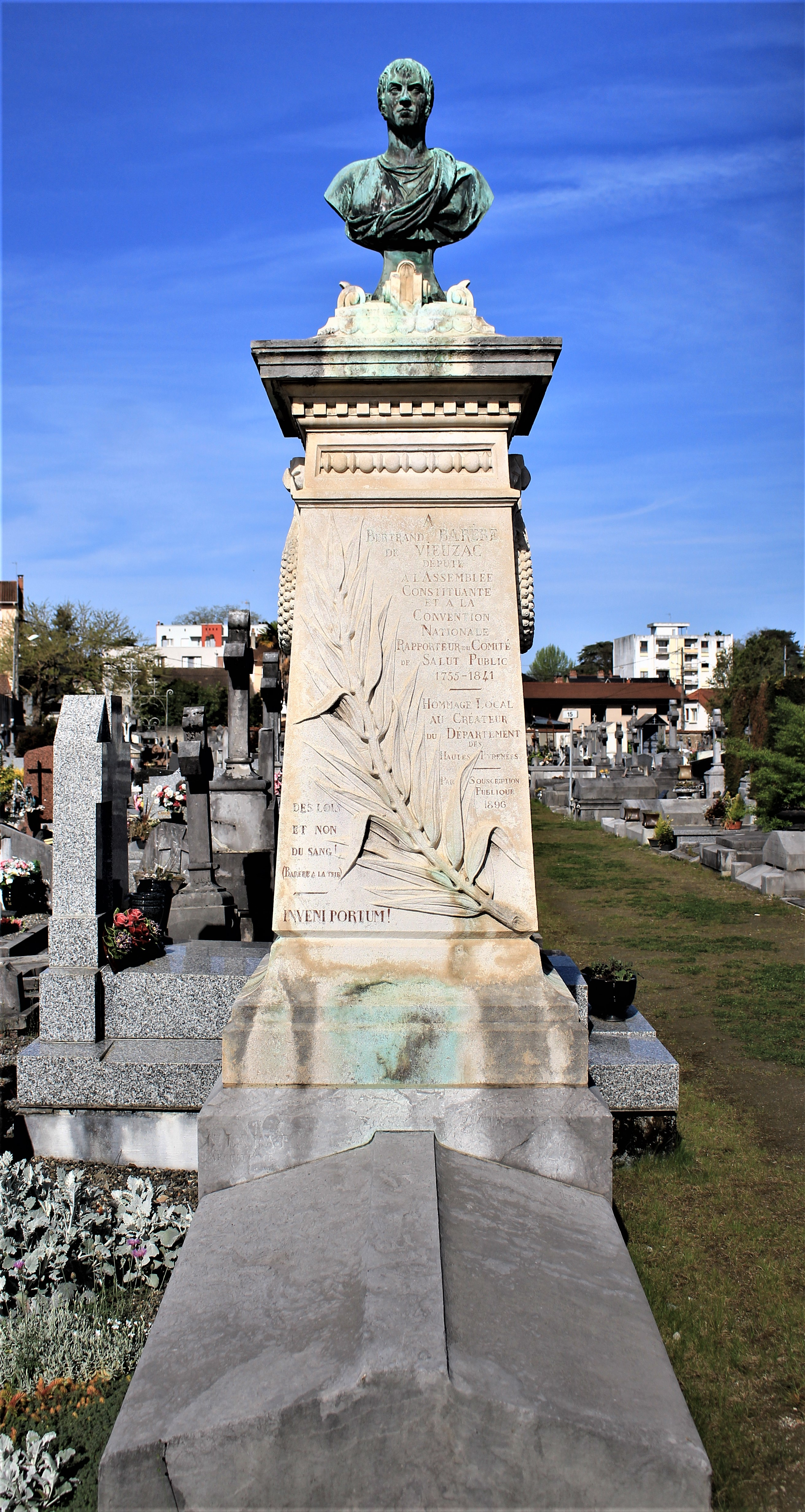
Tomba di Bertrand Barère a Tarbes

Tornò infine in Francia dopo la rivoluzione del luglio 1830, quando fu decretato l'annullamento della legge del 1816; nei suoi ultimi anni, durante la monarchia di luglio retta da Luigi Filippo, il figlio del duca d'Orléans, Barère si ritirò nelle sue proprietà a Tarbes e fu eletto al consiglio generale nel dipartimento Hautes-Pyrénées,, rimandendovi fino al 1839 alla scadenza naturale del mandato.
Si dedicò contestualmente alla scrittura delle sue memorie, in cui difendeva le sue scelte politiche, sostenendo di aver agito per la Repubblica e di non essere un agente segreto inglese. Morì a 85 anni nel 1841, ultimo in vita del gruppo rivoluzionario giacobino assieme a Marc-Antoine Jullien de Paris, e il suo corpo è sepolto presso il cimitero di San Giovanni, a Tarbes, suo paese natale in cui era tornato da tempo.

## Cultura di massa
Bertrand Barère è stato interpretato dall'attore François-Éric Gendron nella miniserie televisiva La rivoluzione francese (1989).

## Storiografia

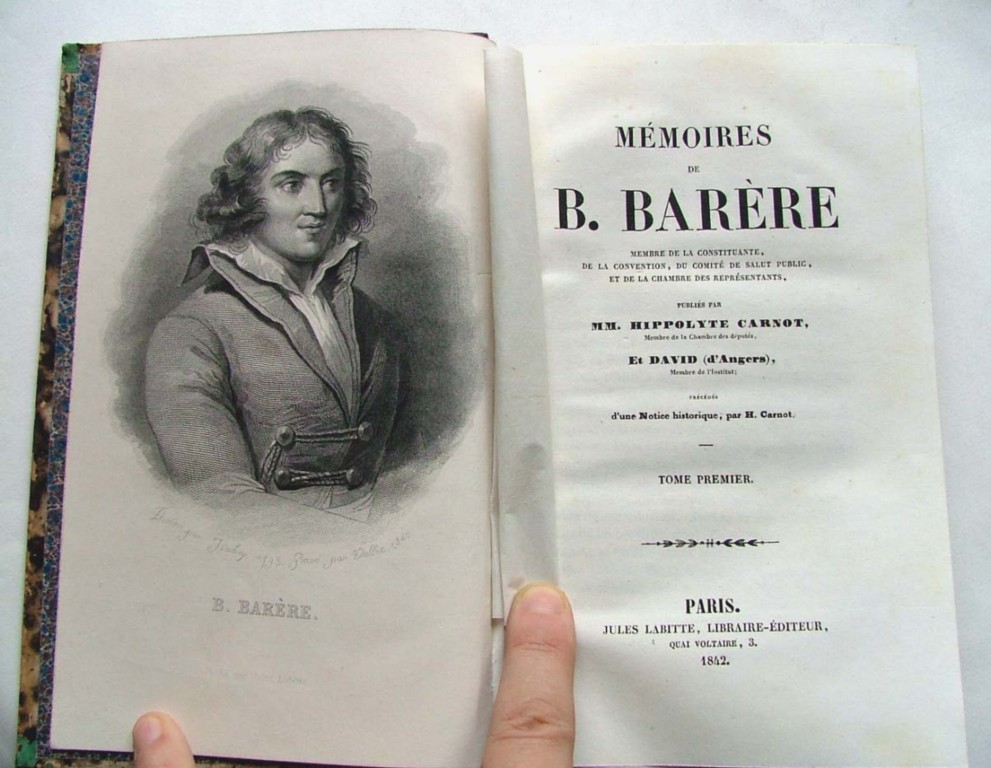
Les Mémoires di Barère pubblicate nel 1842.

Le Mémoires di Barère (titolo completo: Memorie di Bertrand Barère, membro della Costituente, della Convenzione, del Comitato di Salute pubblica e della Camera dei Rappresentanti) furono pubblicate nel 1842 con la collaborazione di Hippolyte Carnot, il figlio dell'«l'organisateur de la victoire» Lazare. Il testo fu tradotto poco dopo in inglese col titolo Memoirs Of Bertrand Barère: Chairman Of The Committee Of Public Safety During The Revolution ("Memorie di Bertrand Barère: dirigente del Comitato di Salute pubblica durante la Rivoluzione"), fornendo, alla storiografia sul Terrore, un inedito punto di vista, "interno" al cuore del potere rivoluzionario.
Poco è stato scritto su Barère dagli storici e la sua figura resta controversa e assai enigmatica. L'unica biografia di riferimento in francese è quella, già vecchia, di Robert Launay nel 1929, Barère, l'Anacréon de la guillotine, ristampato nel 1989, per il bicentenario della presa della Bastiglia e dello scoppio della rivoluzione, con una prefazione di Jean Tulard. Essa non gli è molto favorevole.
Leo Gershoy, uno storico anglo-sassone della Rivoluzione francese, gli ha dedicato una biografia nel 1962, Barère, a reluctant terrorist ("Barère, terrorista a malincuore").

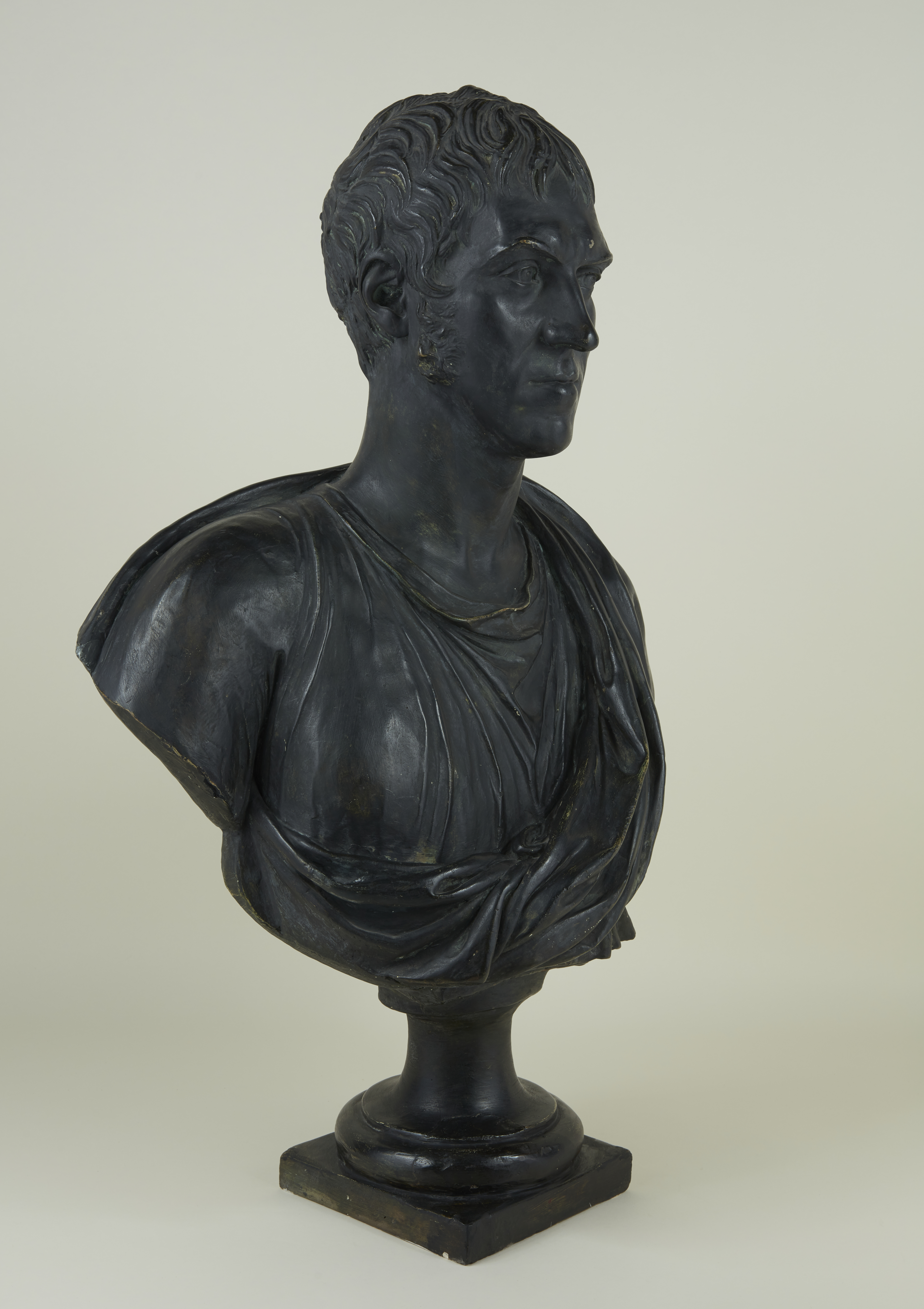
Busto di Barère realizzato da Giuseppe Ceracchi, Parigi, Museo Carnavalet

Jean-Pierre Thomas, nel suo libro Bertrand Barère. La Voix de la Révolution ("Bertrand Barère. La voce della Rivoluzione"), edito da Desjonquères sempre nel 1989, ripercorre la vita di Barère come politico e intellettuale.
Olivier Blanc, nelle sue opere, La corruption sous la Terreur (1992)  e Les espions de la Révolution et de l'Empire (2003) fa di Barère de Vieuzac «un homme de Londres» ("un uomo di Londra"), un agente segreto al servizio del governo di William Pitt e pagato per aggravare la crisi rivoluzionaria.
Pierre Serna, in un articolo, Barère penseur et acteur d'un premier opportunisme républicain face au directoire exécutif, vede piuttosto in Barère, un pensatore e attore di una repubblica «du juste milieu» (del giusto centro), la cui caratteristica è un apparato esecutivo forte e strutturato.

## Pubblicazioni
Oltre a diversi scritti politici e numerosi discorsi, Barère è autore di numerosi scritti letterari, tra cui Éloges di Luigi XII, di L'Hôpital, di Montesquieu, di Jean-Jacques Rousseau, sui Pensieri notturni di Edward Young e su Torquato Tasso. Le sue Memorie furono pubblicate da Hippolyte Carnot, autore di una nota storica, nel 1842 e una prima parte da David d'Angers nel 1834.
- Raccolta di 17 relazioni fornite da Barère all'Assemblea costituente e alla Convenzione, Parigi, Imprimerie Nationale, 1790-1794, in-8, carta marmorizzata bradel. La raccolta contiene:
  - Rapporto fatto a nome del Comitato degli Stati, nella sessione di giovedì sera, 9 dicembre 1790… Sulla restituzione delle proprietà dei religiosi fuggitivi e di altri i cui beni furono confiscati per motivi di religione. Con decreto reso nella stessa seduta, 27 p.
  - Rapporto fatto a nome del Comitato degli Stati, sulla gestione e amministrazione dei beni dei religiosi fuggitivi…, 1791, 12 p.
  - «Parere sulle misure di polizia da prendere contro gli emigrati, pronunciato nella seduta del 9 luglio 1791, 12 p.
  - Rapporto redatto a nome del Comitato dei Domini, sullo scambio dell'ex principato di Henrichemont & Boisbelle, 15 p.
  - Rapporto fatto a nome del Comitato di Pubblica Sicurezza…, sulla missione civica degli inviati delle primarie assemblee del popolo francese, nella seduta del 14 agosto 1793, 14 p.
  - Rapporto sull'atto di navigazione, fatto a nome del Comitato di Pubblica Sicurezza…, 1793, 26 p.
  - Rapporto fatto a nome del Comitato di Pubblica Sicurezza…, sull'esecuzione del decreto dell'11 brumaio, e sulla pubblicazione delle tabelle dei massimi, delle derrate alimentari e dei beni soggetti alla legge dei massimi, 16 p.
  - Rapporto presentato alla Convenzione Nazionale, a nome del Comitato di Pubblica Sicurezza… sull’educazione rivoluzionaria, repubblicana e militare; e Decreto sulla formazione della Scuola di Marte, 16 p.
  - Rapporto redatto a nome del Comitato di Pubblica Sicurezza sulla cattura di Charleroi..., 8 p.
  - Rapporto redatto a nome del Comitato di Pubblica Sicurezza, sulla continuazione degli eventi durante l'assedio di Ypres e sui monumenti nazionali intorno a Parigi, 4 p.
  - Rapporto fatto a nome del Comitato di Pubblica Sicurezza, sull'andamento degli eserciti della Repubblica, 8 p.
  - Rapporto redatto a nome del Comitato di Pubblica Sicurezza, sull'eroismo dei repubblicani che si imbarcarono sulla nave Le Vengeur, 8 p.
  - Rapporto redatto a nome del Comitato di Pubblica Sicurezza, riunione del 23 Messidoro, 4 p. (Riguardo al movimento degli eserciti ai confini settentrionali.)
  - Rapporto redatto a nome del Comitato di Pubblica Sicurezza, sulla presa di Bruxelles, 10 p.
  - Rapporto redatto a nome del Comitato di Pubblica Sicurezza sui successi dell'Esercito del Reno, 3 p.
  - Rapporto redatto a nome del Comitato di Pubblica Sicurezza sugli avvenimenti di Parigi, 4 p.
  - Rapporto sulla cattura dell'isola di Carzan e dell'artiglieria olandese..., 8 p.
- Altri rapporti:
  - Rapporto e decreto, del 23 agosto, anno II... sulla requisizione civica dei giovani cittadini per la difesa della patria, Parigi, Convenzione Nazionale,1793, 17 pag.
  - Rapporto sulla Vandea, a nome del Comitato di Pubblica Sicurezza: nella seduta del 1º ottobre 1793, Parigi, Convenzione Nazionale,1793, 20 pag.
  - Les Then n° 1, Parigi, marzo 1795, 48 pag.
  - Les Then n° 2, Parigi, marzo 1795, 48 pag.
  - Rapporto e progetto di decreto, presentato a nome dei Comitati di pubblica sicurezza e di guerra, da Barère: sessione del primo Termidoro, anno 2 dell'una e indivisibile Repubblica francese, Parigi, Nazionale Convenzione,1794, 11 pag.
  - Rapporto fatto da Barère, in nome dell'opinione pubblica: ovvero Bertrand Barère, rappresentante del popolo, giudice del signor Barère de Vieuzac, scudiero, consigliere del re, relatore della lista civile, presidente di Feuillans, cameriere di Mirabeau, d'Orléans, di Danton, di Brissot, ecc. e capo segretario del crimine sotto Robespierre, Parigi, 1794-1795, 18 p.
- Sul pensiero del governo repubblicano: seconda edizione riveduta e corretta, Francia, 1797, 246 pag
- Memorie di Bertrand Barère, membro della Costituente, della Convenzione, del Comitato di Salute pubblica e della Camera dei Rappresentanti, 1834-1842